# Over It
«Over It» (en español: «Superado») es una canción de la cantante y actriz neerlando-estadounidense Anneliese van der Pol.

## Información
La canción fue escrita y producida por Adam Watts y Andy Dodd. La canción habla sobre animar a uno a dejar el pasado y seguir adelante.
La canción fue grabada y lanzada como sencillo en el 2004 para promocionar la película original de Disney Channel, Stuck in the Suburbs, al igual que si banda sonora.
Hasta la fecha, Over It ha pasado a ser uno de los temas más conocidos de Disney y hasta la fecha sigue siendo solicitada en Radio Disney. También ha aparecido en varias compilaciones de Top Hits y Best of.

## Video
Se grabó un video oficial para el sencillo, en éste se ve a van der Pol cantando mientras camina en la calle, al final del video se despide y se va corriendo. También se muestran escenas de la película, donde las protagonistas son Danielle Panabaker y Brenda Song.

## Posicionamiento
| Listas (2004)             | Posición | Referencias |
| ------------------------- | -------- | ----------- |
| Radio Disney              | 13       | [ 5 ] [ 6 ] |
| Philippines Top 20        | 18       | [ 5 ] [ 6 ] |
| U.S. Top 100 Kids Singles | 2        | [ 5 ] [ 6 ] |